# Maison de Nogaret de La Valette
Pour les articles homonymes, voir Nogaret (homonymie).
Ne doit pas être confondu avec Famille de La Valette-Parisot.
La maison de Nogaret de La Valette, anciennement Nogaret, est une famille ducale de la noblesse française originaire de Lavalette (Haute-Garonne) dans le Languedoc. Elle s'est éteinte au XVIIe siècle.
Elle fut élevée à quatre reprises au titre ducal (1581, 1611, 1621, 1622) et au rang de Pair de France dès 1581.[réf. nécessaire]
Jean-Louis de Nogaret de La Valette (1554-1642) fut l'un des intimes du roi Henri III et l'un des principaux personnages de la noblesse française durant les règnes des rois Henri III, Henri IV et Louis XIII.
Cette famille a compté parmi ses membres deux amiraux de France, des gouverneurs de provinces, deux prélats. 

## Histoire
Cette famille ne doit pas être confondue avec plusieurs familles nobles homonymes plus récentes ou plus anciennes comme celle de Guillaume de Nogaret (1260-1313).
Elle est originaire de Lavalette (Haute-Garonne) dans le Languedoc.
Son premier membre connu est Jacques Nogaret, seigneur de La Valette, capitoul de Toulouse en 1366, 1377 et 1385, reconnu noble par lettres de Charles V datées de 1372.
Originaire du Languedoc, cette famille est devenue gasconne après son installation près de Lectoure, au château de Caumont-Cazaux construit pour Pierre de Nogaret de La Valette entre 1530 et 1535.
Sa notoriété à la cour de France débute quand Jean-Louis de Nogaret de La Valette est admis parmi les mignons du roi Henri III. Elle occupera dès lors de hautes charges et sera élevée au titre ducal dès 1581.[réf. nécessaire]

## Personnalités

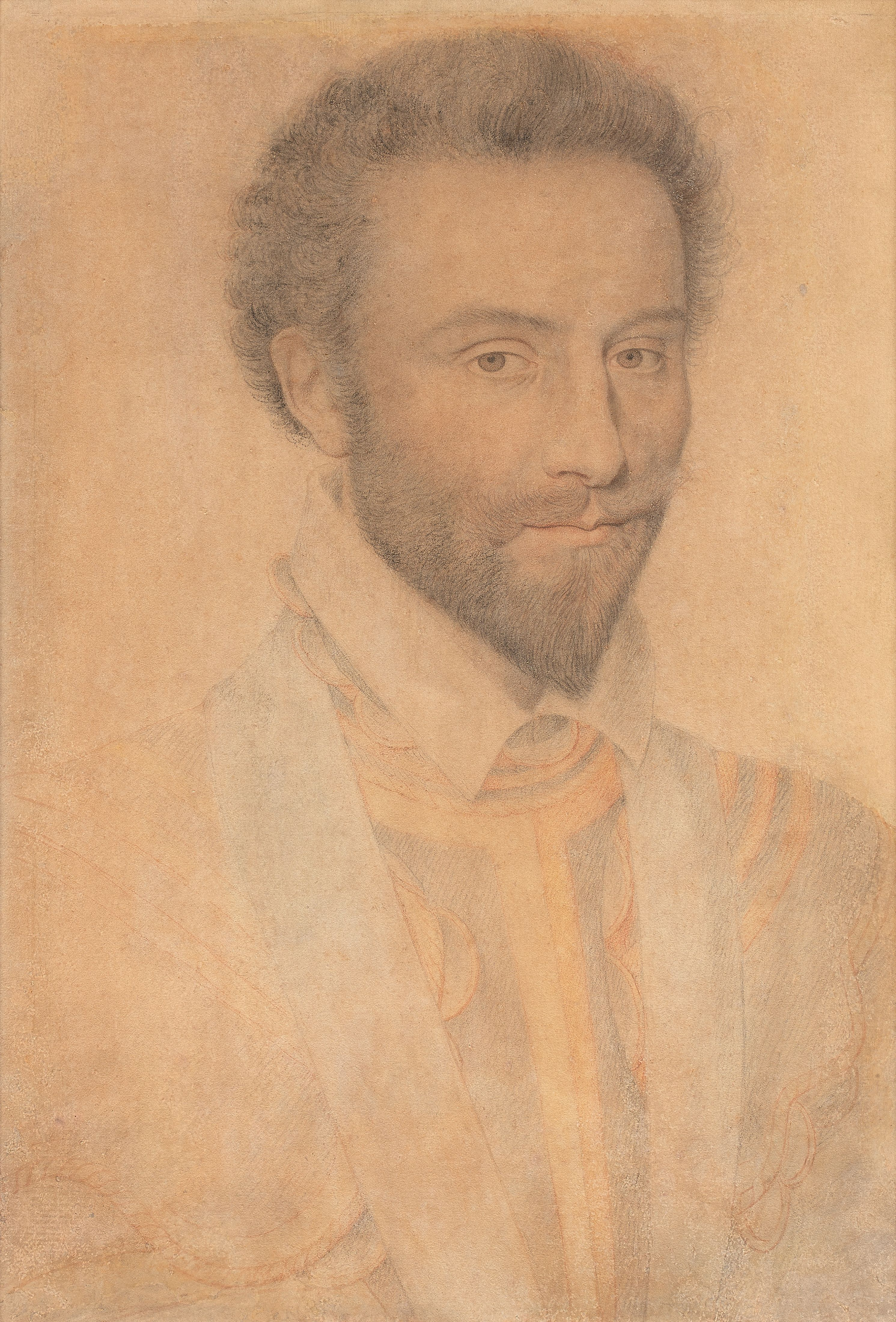
Bernard de Nogaret de La Valette (+ 1592)

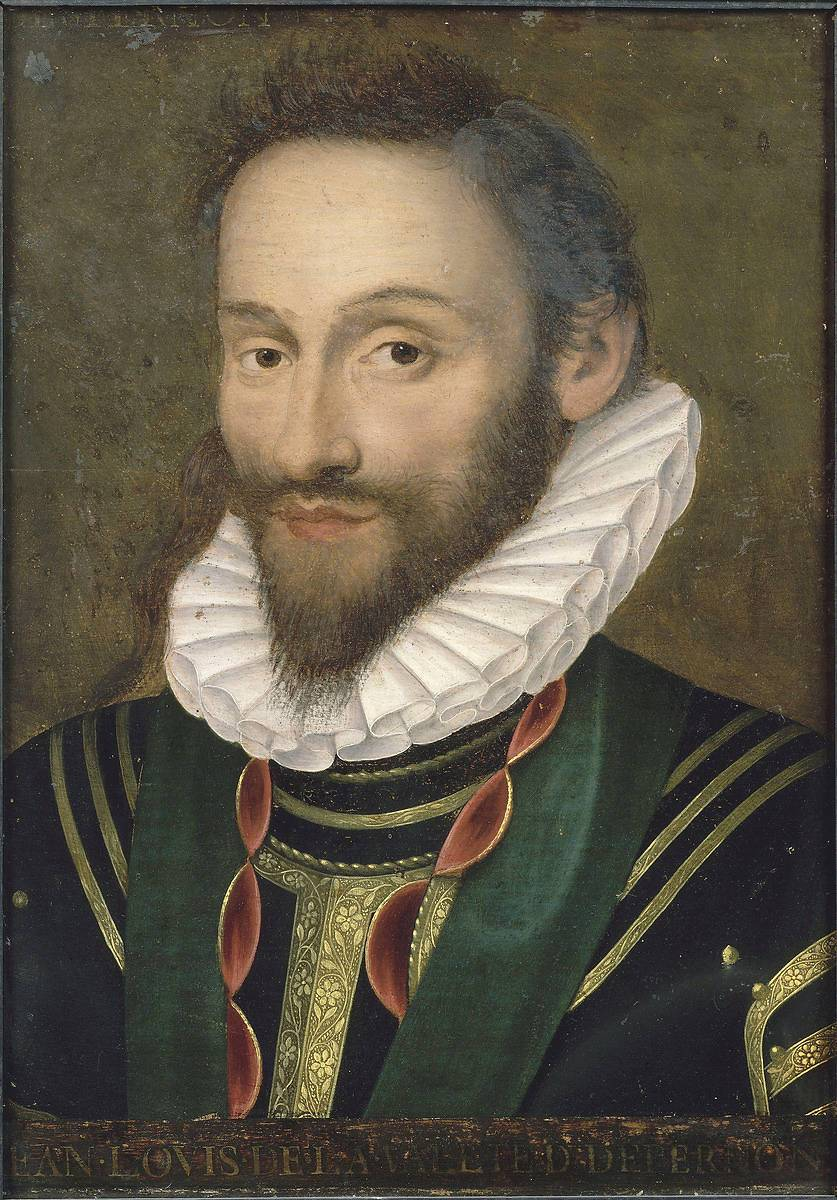
Jean-Louis de Nogaret de La Valette (1554-1642)

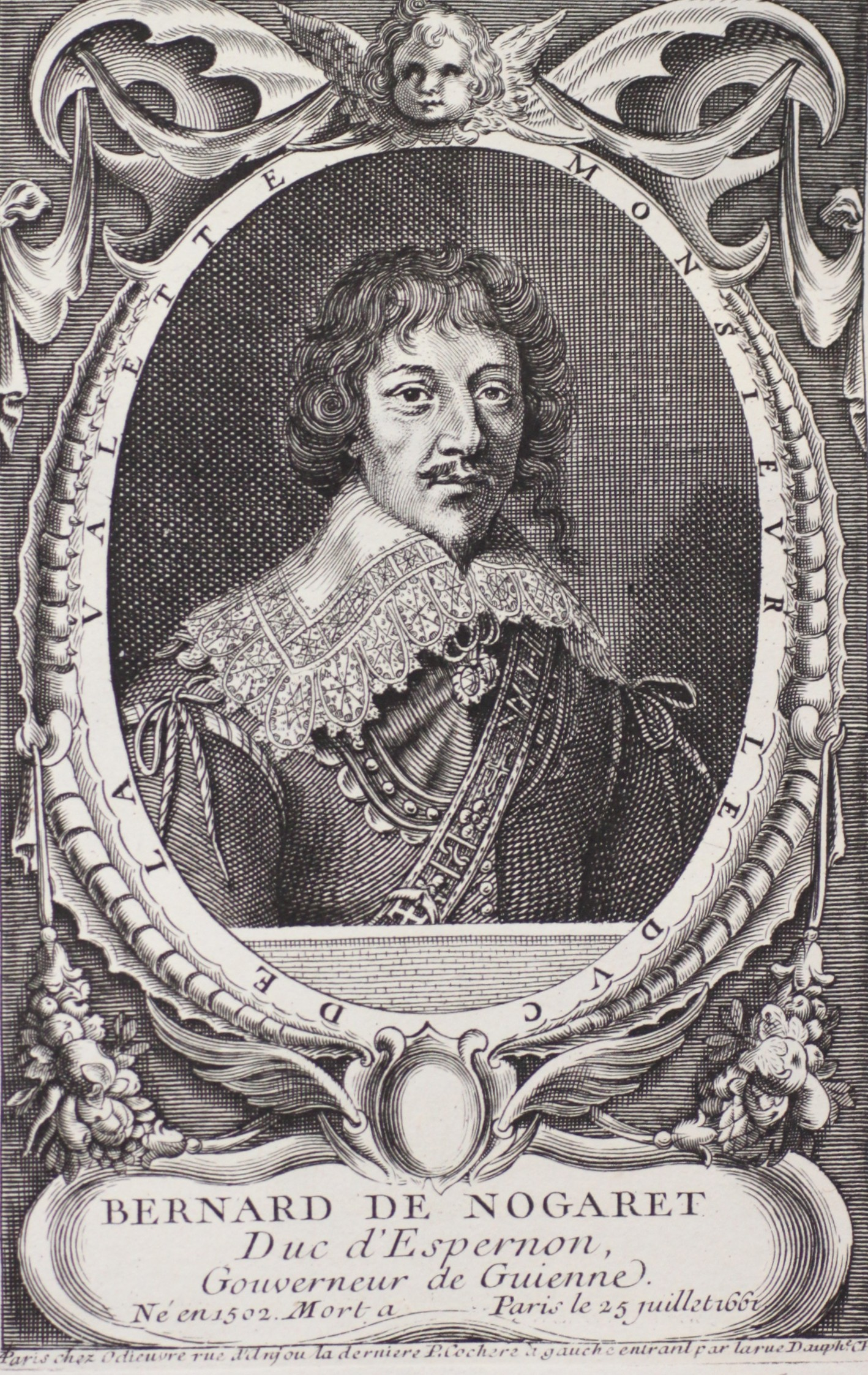
Bernard de Nogaret de La Valette (1592-1661)

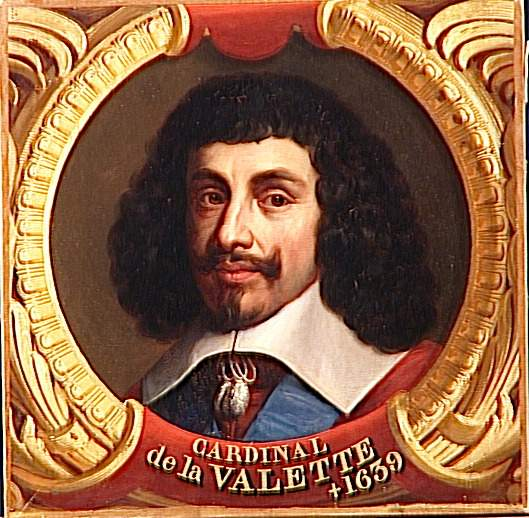
Louis de Nogaret de La Valette d'Épernon, cardinal de La Valette, archevêque de Toulouse (1593-1639)

- Pierre de Nogaret (?-1553), seigneur de La Valette, sert dans les guerres d'Italie sous le règne du roi François Ier, s'est marié le 21 avril 1521 à Marguerite de l'Isle, dame de Cazaux et de Caumont, fille de Jean, seigneur de Saint-Aignan et de Catherine de Galard[4] ; ils ont fait construire le château de Caumont par l'architecte toulousain Pierre Bachelier et ont pour fils :
  - Jean de Nogaret de La Valette (1527-1575), capitaine et maître de camp de cavalerie légère sous le règne du roi Charles IX et de la régence de Catherine de Médicis, marié en 1551 à Jeanne de Saint-Lary, dont deux fils et trois filles :
    - Bernard de Nogaret, seigneur de La Valette (+1592), chevalier du Saint-Esprit (reçu le 31 décembre 1583), amiral de France à la suite de son frère (en 1590), gouverneur et lieutenant général pour le roi en Provence
    - Jean-Louis de Nogaret (1554-1642), duc d'Épernon et de La Valette, colonel général de l'infanterie et amiral de France, chevalier du Saint-Esprit (reçu le 31 décembre 1582). Avec le duc de Joyeuse, il est l'un des mignons du roi Henri III. Gouverneur de La Fère, conseiller d’État, premier gentilhomme de la chambre du roi, gouverneur du Boulonnais et de Loches, de Metz et du Pays messin, de la citadelle de Lyon, gouverneur d'Angoumois, d'Aunis et de Saintonge, de Provence, gouverneur militaire de Guyenne, gouverneur de Normandie, de Caen et du Havre de Grâce. Il fut craint par le cardinal de Richelieu. Une petite cloche a sonné chaque matin à six heures jusqu'à la Révolution les pleurs d'Épernon pour le repos de son âme[5]. Marié à Marguerite de Foix-Candale, dont trois fils légitimes et un fils naturel :
      - Henry de Nogaret de La Valette (1591-1639), duc d'Halluin et pair par son mariage en 1611, duc de Candale en 1621, chevalier de la Jarretière, sans postérité. Il fut haï par le cardinal de Richelieu.
      - Bernard de Nogaret de La Valette (1592-1661), marquis puis duc de La Valette, colonel général de l'infanterie, gouverneur de Guyenne, de Bourgogne. Il épouse en 1622 à Lyon Gabrielle-Angélique de Bourbon, fille naturelle du roi Henri IV et d'Henriette de Balzac, dont un fils :
        - Louis-Charles de Nogaret de Foix (1627-1658), duc de La Valette et de Candale, pair de France, colonel général de l'infanterie, gouverneur et lieutenant général de Bourgogne, Bresse et Auvergne, sans alliance.

      - Louis de Nogaret de La Valette d'Épernon (1593-1639), archevêque de Toulouse, créé cardinal en 1621, lieutenant général des armées du roi
      - Louis de Nogaret de La Valette (?-1679) (fils naturel de Jean-Louis de Nogaret de La Valette), évêque de Mirepoix puis de Carcassonne

## Alliances
Les principales alliances de la Maison de Nogaret de La Valette sont : du Fossat, de Bonafos, de Saint-Maurice, de Villeneuve, de Lye, de Bertolène, de Tournemire, de Bérail, de La Valette-Cornusson, de L'Isle, de Saint-Lary de Bellegarde, de Montlezun, de Foix-Candale, de Bourbon, de Joyeuse, de Moÿ, de Goth.

## Possessions, titres
- Château de Cadillac
- Château de Villebois-Lavalette
- Seigneur de La Valette, puis marquis de La Valette en 1607[6]
- Seigneur de Cazaux-Caumont près de Lectoure, construit par Pierre de Nogaret de La Valette entre 1530 et 1535[3].
- Duc d'Épernon et pair de France en 1581
- Comte de Candale puis duc de Candale et pair de France
- Comte d'Astarac
- Captal de Buch
- Duc d'Hallwin et pair de France
- Duc de La Valette et pair de France en 1622

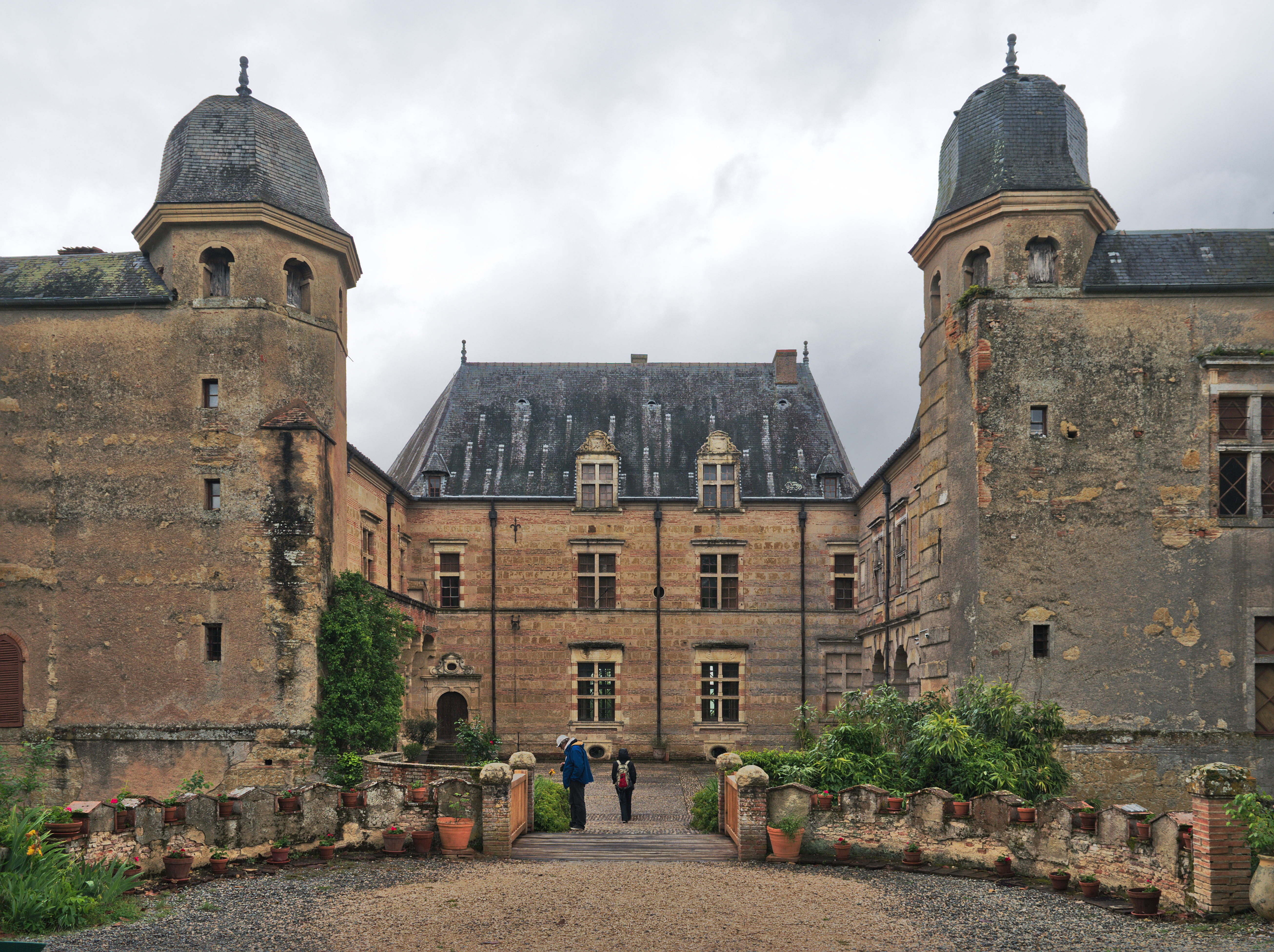
Château de Caumont (Gers).
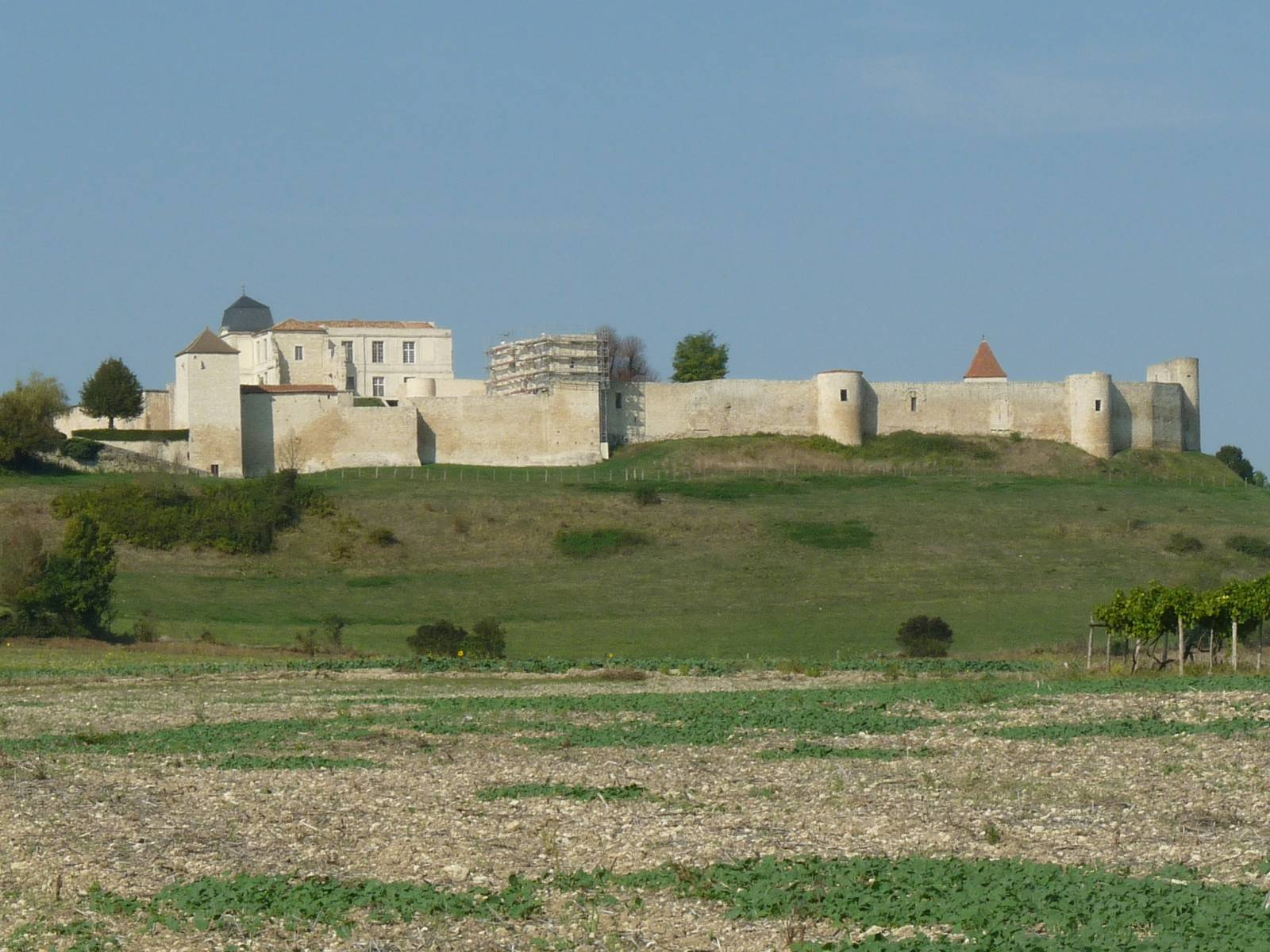
Château de Villebois-Lavalette et les remparts vus du sud-est (Charente).
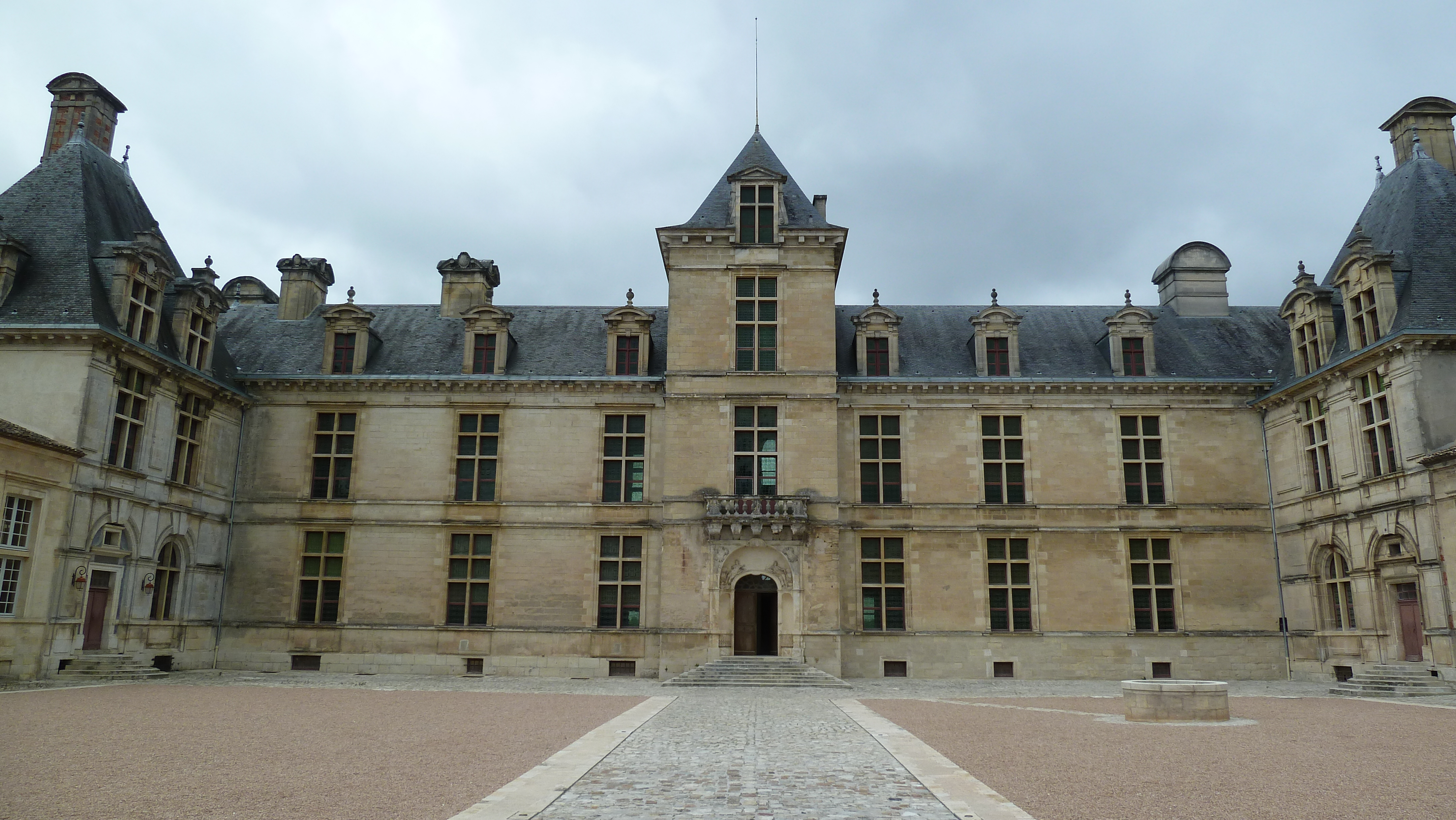
Château de Cadillac, vue depuis la cour intérieure (Gironde).

## Armoires, blasons, devises
| Image | Armoiries de la maison de Nogaret de La Valette |
| ----- | --- |
|       | Henri de Nogaret de « Foix » (1591-1639), comte de Candale et captal de Buch, puis duc d'Hallwin et pair de France, puis duc de Candale et pair de France, chevalier du Saint-Esprit (reçu le 14 mai 1633) Écartelé : au I, contre-écartelé en 1 et 4, de gueules au château d'or ouvert et ajouré d'azur (de Castille), en 2 et 3 d'argent au lion de pourpre armé, lampassé et couronné d'or (de León) ; au II, écartelé en 1 et 4, de gueules aux chaînes d'or posées en orle, en croix et en sautoir, chargées en cœur d'une émeraude au naturel (de Navarre), en 2 et 3 écartelé en sautoir d'or aux quatre pals de gueules (d'Aragon) et d'argent à l'aigle de sable (Hohenstaufen) (le tout de Sicile) ; au III contre-écartelé en 1 et 4 d'azur aux trois fleurs de lys d'or et en 2 et 3 de gueules (d'Albret) ; au IV parti en a, d'azur semé de fleurs de lys d'or à la bande componée d'argent et de gueules (d'Évreux), en b, parti d'argent à un noyer arraché de sinople et de gueules, à la croix d'or, alaisée, vidée, cléchée et pommetée de douze pièces ; au chef de gueules chargé d'une croix potencée d'argent (de Nogaret) ; sur-le-tout, écartelé en 1 et 4 d'or aux trois pals de gueules (de Foix) en 2 et 3 d'or aux deux vaches de gueules, accornées, colletées et clarinées d'azur, passant l'une sur l'autre (de Béarn). On trouve aussiÉcartelé: au 1, contre-écartelé: a. et d. de gueules à un château de trois tours d'or (Castille); b. et c. d'argent au lion de gueules, couronné d'or (Léon); au 2, contre-écartelé: a. et d. de gueules aux chaînes de Navarre d'or (Navarre); b. et c. écartelé en sautoir, d'or à quatre pals de gueules, et d'argent à l'aigle de sable (Aragon-Sicile) ; au 3, de gueules plein (d'Albret) ; au 4, parti: a. d'azur semé de fleurs-de-lis d'or, à la bande componnée d'argent et de gueules, brochant sur les fleurs-de-lis (Evreux); b. à un noyer de sinople, et au chef de gueules, ch. d'une croix potencée d'argent (Nogaret). Sur le tout écartelé: a. et d. d'or à trois pals de gueules (Foix); b. et c. d'or à deux vaches passantes de gueules, l'une sur l'autre, accornées, colletées et clarinées d'azur (Béarn). |
|       | Bernard de Nogaret de La Valette (1592-1661), marquis de La Valette, puis duc de La Valette et pair de France, duc d'Épernon et pair de France, comte de Montfort, comte de Candale, comte d'Astarac, de Benauges et de Loches, vicomte de Castillon, captal de Buch et baron de Cadillac, colonel général de l'infanterie de France, chevalier de la Jarretière en 1645 (brevet no 444) Écartelé: au I. parti: au 1, contre-écartelé : a. et d. de gueules à un château de trois tours d'or (de Castille) ; b. et c. d'argent au lion de gueules (de León) ; au 2, de gueules, aux chaînes de Navarre d'or (de Navarre), au II. parti : au 1, d'or, à quatre pals de gueules (d'Aragon) ; au 2, écartelé en sautoir : a. et d. d'or à quatre pals de gueules (d'Aragon) ; b. et c. d'argent à l'aigle de sable (Hohenstaufen) (le tout de Sicile), au III. parti: au 1, burelé de sable et d'or, au crancelin de sinople, brochant en bande (de Saxe) ; au 2, d'or plein, au IV. parti : au 1, contre-écartelé : a. et d. d'azur à la fasce d'or, acc. de trois têtes de lion ou rencontres de lions (voir de chats ??) du second (de Pole ?) ; b. et c. d'azur à la bande d'argent, ch. de trois vols de sable, posés dans le sens de la bande ; au 2, contre-écartelé : a. et d. d'or à trois pals de gueules (de Foix) ; b. et c. d'or à deux vaches passantes de gueules, l'une sur l'autre, accornées, colletées et clarinées d'azur (de Béarn). Sur le tout parti : a. d'argent à un noyer de sinople, terrassé du même (de Nogaret) ; b. de gueules à la croix cléchée, vidée et pommetée d'or (de L'Isle-Jourdain), et au chef de ce surtout de gueules, ch. d'une croix potencée d'argent. (d'après Rietstap : Sur le tout du tout d'azur à une cloche d'argent, bataillée de sable (Algoursan). |
|       | Louis de Nogaret (1593-1639), cardinal de La Valette, archevêque de Toulouse, commandeur du Saint-Esprit (reçu le 14 mai 1633) Écartelé : aux I et IV, parti : au 1, d'argent à un noyer de sinople (de Nogaret), de gueules à la croix de Toulouse d'or (de L'Isle-Jourdain), à un chef de gueules chargé d'une croix potencée d'argent sur le tout ; aux II et III, contre écartelé : aux 1 et 4, d'or, à trois pals de gueules (de Foix), aux 2 et 3, d'or à deux vaches passantes de gueules, l'une sur l'autre, accornées, colletées et clarinées d'azur (de Béarn). |

Aujourd'hui armoiries de la commune de Fontenay-Trésigny en Seine-et-Marne
| Image | Armoiries |
| ----- | --- |
|       | Fontenay-Trésigny (Seine-et-Marne) porte : Écartelé : au I, de Melun de la Borde ; au II, de Nogaret de La Valette ; au III, Le Tonnelier de Breteuil ; au IV de Noailles ; sur le tout de gueules à la porte d’argent. |